# 669
669 (DCLXIX) var ett normalår som började en måndag i den julianska kalendern.

## Händelser

### Okänt datum
- Ziyad blir guvernör i Basra.
- Theodor blir ärkebiskop av Canterbury.

## Födda
- Gregorius II, påve 715–731.

## Avlidna
- Justinianus II, bysantinsk kejsare.
- Hasan ibn Ali, shiamuslimsk imam.
- Fujiwara no Kamatari, grundare av Fujiwaraklanen.